# Тіко південний
Тіко південний (Philesturnus carunculatus) — вид горобцеподібних птахів родини коральникових (Callaeidae).

## Поширення
Ендемік Нової Зеландії. До початку 19 століття птах був досить поширеним на Південному острові та острові Стюарт. Через завезення людиною хижих ссавців чисельність виду знизилась, птах вимер на більшій частині свого ареалу. У 1905 році залишилась лише невелика популяція на дрібних островах навколо острова Стюарт. У 1962 році на цих островах з'явились пацюки, що призвело до вимирання місцевих видів птахів. Для їх порятунку з 1964 року діє програма переселення виду на острова, де немає хижаків. Сучасна популяція тіко південного становить близько 2000 особин (дані 2013 року). Чисельність популяції збільшується, але вид знаходиться під загрозою через вразливість до пташиної малярії та пташиної віспи, до яких у цих птахів немає імунітету. Наразі вид мешкає на 20-х дрібних островах та заповіднику Зеландія у Веллінгтоні.

## Опис
Птахи середнього розміру, до 25 см завдовжки та вагою 61-94 г. Зовні дуже схожі на шпаків, із закругленою головою, сильним і загостреним подовженим дзьобом, міцними ногами з добре розвиненими кігтями, закругленими крилами і відносно коротким клиноподібним хвостом.
Основне оперення чорного забарвлення, а основа хвоста, спина та крила мають колір лісового горіха. У самців біля основи дзьоба є карункули (м'ясисті відростки шкіри) червоно-помаранчевого кольору. У самиць карункули коричневі та меншого розміру.

## Спосіб життя
Живуть у невеликих зграях. Літають неохоче. Пересуваються на землі або на чагарниках, перестрибуючи з гілки на гілку. Живляться комахами, їхніми личинками, ягодами, фруктами, нектаром. Утворюють моногамні пари. Чашоподібне гніздо будують у чагарниках, невисоко над землею. У гнізді 2-4 сіруватих яйця. Яйця насиджує самиця, за пташенятами доглядають обидва партнери. Інкубація триває два тижня. Через три тижні після вилуплення пташенята можуть літати, але ще досить довго залишаються поруч з батьками.

## Збереження
1994 року Департамент охорони природи розробив план відновлення виду, що перебуває під загрозою зникнення, метою якого є збереження диких популяцій, запровадження карантинних процедур і видалення хижаків з островів, потенційно придатних для переселення представників виду.